# Claude Piron
Claude Piron (Bélgica, 1931 — 22 de janeiro de 2008) foi linguista, psicólogo e tradutor para as Nações Unidas (de chinês, de inglês, de russo e o espanhol para o francês) de 1956 a 1961. Após sair da ONU, trabalhou para a OMS (organização mundial de saúde) em toda parte do mundo, assim como sendo um prolífico autor de trabalhos em Esperanto.
Piron falava a língua de Zamenhof desde a infância e tinha usado o Esperanto em muitos países, incluindo Japão, China, Uzbequistão, Cazaquistão, e alguns países da África, da América Latina, e em quase todos os países europeus.
Em alguns de seus livros usou o pseudônimo Johán Valano.

## Biografia
Piron foi um psicoterapeuta e lecionou de 1973 a 1994 no departamento de psicologia da Universidade de Genebra, na Suíça. Seu livro escrito em francês Le défi des langues — Du gâchis au bon sens (O Desafio da Língua: Do Caos ao Senso Comum), de 1994 é um tipo de análise psicológica da comunicação internacional. Uma versão em Português foi lançada em 2002: O desafio das línguas (Campinas, São Paulo, Pontes).
Em uma palestra sobre o atual sistema de comunicação internacional, Piron afirmou que "O Esperanto depende inteiramente de reflexos inatos" e "se difere de todas as outras línguas nas quais você pode sempre confiar na sua tendência natural para generalizar padrões ... A mesma lei neuropsicológica -  chamada por Jean Piaget de assimilação generalizadora - aplica-se à formação de palavras, bem como à gramática".
Seus diversos escritos em Esperanto incluem livros instrutivos, livros para iniciantes, romances, contos, poemas, artigos e livros de não-ficção. Suas obras mais famosas são Gerda malaperis! e La Bona Lingvo (A Boa Língua).
Gerda malaperis! é um romance que usa gramática e vocabulário básicos no primeiro capítulo e vai se edificando num Esperanto mais especializado no final, incluindo listas de palavras para que os iniciantes possam acompanhar mais facilmente.
Em La Bona Lingvo, Piron captura os aspectos lingüísticos e sociais básicos de Esperanto. Ele defende fortemente o uso criativo das técnicas básicas de inventário e de formação de palavras no morfema do Esperanto, e combate a importação desnecessária de neologismos de línguas europeias. Ele também apresenta a ideia de que, uma vez que se tenha aprendido vocabulário suficiente para expressar-se, é mais fácil de pensar com clareza em esperanto do que em muitas outras línguas.
Piron é o autor de um livro em francês, Le bonheur clés en main (As chaves para a felicidade), que distingue entre o prazer, felicidade e alegria. Ele demonstra como alguém pode evitar contribuir para a sua própria "anti-felicidade" (l'anti-bonheur) e como alguém pode expandir as áreas de felicidade em sua vida. A visão de Piron é a de que, enquanto alguém pode desejar felicidade, o desejo não é suficiente. Assim como as pessoas devem fazer certas coisas, a fim de tornar-se fisicamente mais fortes, elas devem fazer certas coisas, a fim de se tornarem mais felizes. Essas são as coisas que ele descreve neste livro.

## Outras obras
Escreveu em parceria com Claude Ducarroz, em 2001, o livro em francês Vous, vos enfants.. et Dieu, pela Editions Saint-Augustin, traduzido em português no Brasil pela editora Loyola "Você, seus filhos e Deus - quando a religião é um problema familiar" (123 páginas), onde discutem questões complexas como, por exemplo, o momento em que deve acontecer a escolha do filho por determinada religião: quando criança ou depois de adultos? Problematizam: Quem é Deus, referência para a escolha a ser feita? E por que preferir esta àquela igreja? O propósito desse livro é fazer com que os pais se sintam orientados sobre como lidar com estas questões.